# Hyalurga pura
Hyalurga pura är en fjärilsart som beskrevs av Butler 1876. Hyalurga pura ingår i släktet Hyalurga och familjen björnspinnare. Inga underarter finns listade i Catalogue of Life.